# CBS 스포츠 네트워크

CBS 스포츠 네트워크(CBS Sports Network)는 CBS 엔터테인먼트 그룹에 소속되어 있는 채널 중 하나로, 미국의 스포츠 디비전 중 CBS 파트에 해당한다. 미국과 캐나다의 스포츠 중계를 담당한다.

## 연혁
첫 론칭은 2002년이다. 이 때의 이름은 내셔널 칼러지 스포츠 네트워크였다. 그러다 2003년에 칼러지 스포츠 네트워크로 바뀌고, 2011년 4월 4일에 현재의 이름이 되었다.

## 현재 방송중인 프로그램
2005년부터 NCAA 미식축구 경기를, 2006년부터 NCAA 농구 경기를, 2002년부터 대학 아이스 하키를, 2013년부터 NBA의 2부 리그인 D리그경기를 중계하고 있다. 또 라크로스, 테니스, PGA 투어, NFL 등도 중계 중이다.

## 채널 번호
- 벨 TV-413/1432번(HD/SD 모두)
- 디렉TV-221번(HD/SD 모두)
- 버라이즌 FiOS-94번(SD 송출)
- 컴캐스트- 854번(HD 송출
- 벨 파이브 TV-1413/413번(HD/SD 모두)
- AT&T U-verse-1643/643번(HD/SD 모두)
- 스카이 엔젤-323번(SD 송출)